# Лагюн
Лагюн е един от 19-те региона на Кот д'Ивоар. Разположен е в южната част на страната и има широк излаз на Атлантическия океан. Площта му е 14 200 км², а населението, според преброяването през 2007, е над 4,8 млн. души. Столицата на Лагюн е град Абиджан – най-големият в цялата страна.
Регионът е разделен на шест департамента – Абиджан, Алепе, Дабу, Гран-Лау, Тиасале и Жаквил.